# نوا (مقام موسیقی)

محل صداهای مقام نوا بر روی پرده‌های سازهایی مثل تار، سه‌تار و عود که با فاصلهٔ چهارم درست کوک شده‌اند.

نوا یا نوی دومین مقام از ۱۲ مقام اصلی موسیقی قدیم ایران بوده است. در رسالهٔ کنزالتحف گفته شده که این مقام در شجاعت و اراده تاثیرگذار است و بهتر است که آن را به همراه مقام بوسلیک، بیشتر در مجالس ترکها بنوازند. صفی‌الدین ارموی نیز همین نظر را دارد و این مقام را مقام شجاعت (شدّ الشجاعه) می‌نامد. همین کتاب از ابن سینا نقل می‌کند که گفته‌است بهتر است این مقام را در زمان شام گاه نواخت.

درجات مقام نوا

درجات این مقام در قدیم از این قرار بوده‌اند: طنینی. بقیه. طنینی. طنینی. بقیه. طنینی. این فواصل با درجات گام کوچک نظری در موسیقی اروپا قابل تطبیق می‌باشند.
از بین مقام‌های دوازده‌گانه، مقام راست تا مدت‌ها مقام اصلی دانسته می‌شده‌است. نیشابوری در رسالهٔ خود صریحاً می‌نویسد که «پردهٔ راست شاه همهٔ پرده‌هاست و همهٔ پرده‌ها از وی گرفته‌اند». بسیاری دیگر از متونی که قبل از صفی‌الدین ارموی نوشته شده‌اند نیز پردهٔ راست را مادر همهٔ پرده‌ها می‌دانسته‌اند. اما ارموی این برتری را برای عشاق قائل می‌شود و آن را «دائرة الاولی» می‌نامد. البته این احتمال وجود دارد که پردهٔ راست نیشابوری با پردهٔ راست ارموی تفاوت داشته‌اند. با این حال، در یکی از رساله‌های گمنام که احتمالاً متعلق به قرن یازدهم هجری است (که احتمالاً مصادف با شروع تحول مقام به دستگاه است)، چنان ذکر شده که موسیقی ایرانی تنها چهار دستگاه اصلی دارد و یکی از آن‌ها دستگاه نوا است که «با همه پرده آشنا و بر همه مقام مألوف است».
این مقام هم‌اکنون در ردیف موسیقی ایرانی، جزو هفت دستگاه به شمار می‌آید؛ اما امروزه نوا را همانند دستگاه شور و متعلقات آن، با فواصل شور می‌نوازند. با این روش، درجهٔ ششم مقام نوا، در دستگاهِ کنونیِ نوا، ربع پرده بالاتر اجرا می‌شود. فخرالدینی معتقد است که این تحریف و تغییر به مرور از دورهٔ قاجار به وجود آمده و در به شکل امروزی تثبیت شده است. البته امروزه نوازندگان تنبور و دوتار در کرمانشاه و خراسان، مقام نوا را با همان فواصل قدیم می‌نوازند و آن را به همان شکل کهنش حفظ کرده‌اند. همچنین فواصل گوشهٔ کنونی نهفت در دستگاه نوا، با فواصل مقام قدیم نوا دقیقاً منطبق است.

تفاوت درجهٔ ششم در نوای قدیم و دستگاه نوا.